# 9e étape du Tour de France 2015
Pour un article plus général, voir Tour de France 2015.
La 9e étape du Tour de France 2015 s'est déroulée le dimanche 12 juillet 2015 entre Vannes et Plumelec sur une distance de 28 kilomètres. Il s'agit d'un contre-la-montre par équipes.

## Parcours
Longue de 28 km, la neuvième étape du Tour de France 2015 relie Vannes, dans le Morbihan, à la côte de Cadoudal, située à Plumelec dans le même département, pour un contre la montre par équipes. Les deux temps intermédiaires seront pris à Lesnevé, sur la commune de Saint-Avé, au 10e km, ainsi qu'au Croiseau, sur la commune de Plaudren, au kilomètre 20,5.

## Déroulement de la course
L'équipe australienne d'Orica-GreenEdge, vainqueur du contre-la-montre de la 4e étape du Tour de France 2013, est la première à s'élancer sur son exercice de prédilection. Décimée par l'abandon de Simon Gerrans, Daryl Impey et Michael Albasini depuis le départ d'Utrecht, elle ne réalise que le dernier temps de 37 min 13 s. L'équipe suisse d'IAM, la huitième à s'élancer, est la première à établir un temps de référence en passant sous la barrière des 33 minutes avec un chrono de 32 min 53 s. L'équipe américaine BMC Racing, championne du monde du contre-la-montre par équipes en 2015 s'impose avec un chrono de 32 min 15 s mais ne permet à son leader Tejay van Garderen de ne reprendre qu'une seconde sur l'équipe Sky et le maillot jaune Chris Froome, et quatre secondes sur les Movistar et leur leader Nairo Quintana.

## Résultats

### Classement de l'étape
| Classement de la 9e étape | Classement de la 9e étape | Classement de la 9e étape | Classement de la 9e étape |
|                           | Équipe                    | Pays                      | Temps                     |
| ------------------------- | ------------------------- | ------------------------- | ------------------------- |
| 1re                       | BMC Racing                | États-Unis                | en 32 min 15 s            |
| 2e                        | Sky                       | Royaume-Uni               | + 1 s                     |
| 3e                        | Movistar                  | Espagne                   | + 4 s                     |
| 4e                        | Tinkoff-Saxo              | Russie                    | + 28 s                    |
| 5e                        | Astana                    | Kazakhstan                | + 35 s                    |
| 6e                        | IAM Cycling               | Suisse                    | + 38 s                    |
| 7e                        | Etixx-Quick Step          | Belgique                  | + 45 s                    |
| 8e                        | Lampre-Merida             | Italie                    | + 48 s                    |
| 9e                        | Lotto NL-Jumbo            | Pays-Bas                  | + 1 min 14 s              |
| 10e                       | AG2R La Mondiale          | France                    | + 1 min 24 s              |
| modifier                  |                           |                           |                           |

## Classements à l'issue de l'étape

### Classement général
| Classement général | Classement général | Classement général | Classement général | Classement général  |
|                    | Coureur            | Pays               | Équipe             | Temps               |
| ------------------ | ------------------ | ------------------ | ------------------ | ------------------- |
| 1er                | Christopher Froome | Royaume-Uni        | Sky                | en 31 h 34 min 12 s |
| 2e                 | Tejay van Garderen | États-Unis         | BMC Racing         | + 12 s              |
| 3e                 | Greg Van Avermaet  | Belgique           | BMC Racing         | + 27 s              |
| 4e                 | Peter Sagan        | Slovaquie          | Tinkoff-Saxo       | + 38 s              |
| 5e                 | Alberto Contador   | Espagne            | Tinkoff-Saxo       | + 1 min 3 s         |
| 6e                 | Rigoberto Urán     | Colombie           | Etixx-Quick Step   | + 1 min 18 s        |
| 7e                 | Alejandro Valverde | Espagne            | Movistar           | + 1 min 50 s        |
| 8e                 | Geraint Thomas     | Royaume-Uni        | Sky                | + 1 min 52 s        |
| 9e                 | Nairo Quintana     | Colombie           | Movistar           | + 1 min 59 s        |
| 10e                | Zdeněk Štybar      | Tchéquie           | Etixx-Quick Step   | + 1 min 59 s        |
| modifier           |                    |                    |                    |                     |

### Classement par points
| Classement par points | Classement par points | Classement par points | Classement par points | Classement par points |
| --------------------- | --------------------- | --------------------- | --------------------- | --------------------- |
|                       | Coureur               | Pays                  | Équipe                | Point(s)              |
| 1er                   | Peter Sagan           | Slovaquie             | Tinkoff-Saxo          | 213 points            |
| 2e                    | André Greipel         | Allemagne             | Lotto-Soudal          | 210 pts               |
| 3e                    | Mark Cavendish        | Royaume-Uni           | Etixx-Quick Step      | 159 pts               |
| 4e                    | John Degenkolb        | Allemagne             | Giant-Alpecin         | 158 pts               |
| 5e                    | Bryan Coquard         | France                | Europcar              | 102 pts               |
| 6e                    | Greg Van Avermaet     | Belgique              | BMC Racing            | 73 pts                |
| 7e                    | Zdeněk Štybar         | Tchéquie              | Etixx-Quick Step      | 63 pts                |
| 8e                    | Tony Gallopin         | France                | Lotto-Soudal          | 61 pts                |
| 9e                    | Alexis Vuillermoz     | France                | AG2R La Mondiale      | 52 pts                |
| 10e                   | Christopher Froome    | Royaume-Uni           | Sky                   | 51 pts                |
| modifier              |                       |                       |                       |                       |

### Classement du meilleur grimpeur
| Classement du meilleur grimpeur | Classement du meilleur grimpeur | Classement du meilleur grimpeur | Classement du meilleur grimpeur | Classement du meilleur grimpeur |
| ------------------------------- | ------------------------------- | ------------------------------- | ------------------------------- | ------------------------------- |
|                                 | Coureur                         | Pays                            | Équipe                          | Point(s)                        |
| 1er                             | Daniel Teklehaimanot            | Érythrée                        | MTN-Qhubeka                     | 4 points                        |
| 2e                              | Joaquim Rodríguez               | Espagne                         | Katusha                         | 2 pts                           |
| 3e                              | Alexis Vuillermoz               | France                          | AG2R La Mondiale                | 2 pts                           |
| 4e                              | Michael Schär                   | Suisse                          | BMC Racing                      | 1 pt                            |
| 5e                              | Romain Sicard                   | France                          | Europcar                        | 1 pt                            |
| 6e                              | Rafał Majka                     | Pologne                         | Tinkoff-Saxo                    | 1 pt                            |
| 7e                              | Thomas De Gendt                 | Belgique                        | Lotto-Soudal                    | 1 pt                            |
| 8e                              | Christopher Froome              | Royaume-Uni                     | Sky                             | 1 pt                            |
| 9e                              | Daniel Martin                   | Irlande                         | Cannondale-Garmin               | 1 pt                            |
| modifier                        |                                 |                                 |                                 |                                 |

### Classement du meilleur jeune
| Classement général du meilleur jeune | Classement général du meilleur jeune | Classement général du meilleur jeune | Classement général du meilleur jeune | Classement général du meilleur jeune |
|                                      | Coureur                              | Pays                                 | Équipe                               | Temps                                |
| ------------------------------------ | ------------------------------------ | ------------------------------------ | ------------------------------------ | ------------------------------------ |
| 1er                                  | Peter Sagan                          | Slovaquie                            | Tinkoff-Saxo                         | en 31 h 34 min 50 s                  |
| 2e                                   | Nairo Quintana                       | Colombie                             | Movistar                             | + 1 min 21 s                         |
| 3e                                   | Warren Barguil                       | France                               | Giant-Alpecin                        | + 2 min 5 s                          |
| 4e                                   | Romain Bardet                        | France                               | AG2R La Mondiale                     | + 4 min 0 s                          |
| 5e                                   | Thibaut Pinot                        | France                               | FDJ                                  | + 7 min 27 s                         |
| modifier                             |                                      |                                      |                                      |                                      |

### Classement par équipes
| Classement par équipes | Classement par équipes | Classement par équipes | Classement par équipes |
|                        | Équipe                 | Pays                   | Temps                  |
| ---------------------- | ---------------------- | ---------------------- | ---------------------- |
| 1re                    | BMC Racing             | États-Unis             | en 95 h 48 min 4 s     |
| 2e                     | Tinkoff-Saxo           | Russie                 | + 4 min 4 s            |
| 3e                     | Etixx-Quick Step       | Belgique               | + 7 min 28 s           |
| 4e                     | Sky                    | Royaume-Uni            | + 7 min 30 s           |
| 5e                     | Movistar               | Espagne                | + 7 min 47 s           |
| modifier               |                        |                        |                        |